# Kathleen Kelley-Lainé
Kathleen Kelley-Lainé, née Katalin Kánitz en 1942 en Hongrie, est une psychanalyste française d'origine hongroise et canadienne, membre de la Société psychanalytique de Paris. Elle a longtemps travaillé pour l’OCDE. Elle est l'auteur notamment du livre Peter Pan ou l'enfant triste, paru en 1992.  

## Biographie

### Enfance à Budapest sous la botte nazie
Kathleen Kelley-Lainé est la fille d’Istvan Kánitz (1895 - 1953), issu d’une famille juive, imprimeurs de père en fils depuis 1848, et de son épouse Ida Sitkey, dernière fille d’une famille chrétienne de treize enfants. L’imprimerie familiale était spécialisée notamment dans l’édition de carte de vœux dessinées par des artistes hongrois. 
Née fin 1942, Katalin passe une petite enfance contrastée auprès de ses parents affectueux et de son frère aîné Peter, partagée entre la douceur de vivre du quartier résidentiel de l’Île Sainte-Marguerite à Budapest et la tourmente de la Deuxième Guerre Mondiale ; puis des conséquences socio-politiques dramatiques de la Guerre froide de 1944 à 1949. 
Elle est encore en bas âge lorsque l’Allemagne nazie intensifie la persécution des juifs hongrois. Dans le cadre de l'Aktion Höss (du nom de son exécutant Rudolf Höss), mis en œuvre le 8 mai 1944, 440 000 d’entre eux seront déportés entre le 15 mai et le 9 juillet 1944, principalement vers Auschwitz en Pologne. 
Tout d’abord raflé, son père Istvan Kánitz parvient à s’évader lors de son transfert de Hongrie en Allemagne, puis à rejoindre Budapest où il reste caché par son beau-frère pendant plusieurs mois, jusqu’à la victoire de l’armée russe en automne 1944. 
Complètement occupée par l'URSS depuis avril 1945, la Hongrie se soumet à l'emprise progressive des communistes hongrois, poussés par les Soviétiques qui imposent leur présence au sein du gouvernement de coalition d'après-guerre. Le secrétaire général du Parti des travailleurs hongrois Mátyás Rákosi dirige la nouvelle République populaire de Hongrie à parti unique, dont le régime communiste est proclamé le 20 août 1949. 
Faisant l’objet de nouvelles menaces de la part du régime stalinien en place, la famille Kánitz change de patronyme et Istvan décide, en hiver 1948-1949, de passer à l’ouest avec toute sa famille : « il préférait rejoindre le nouveau monde, là où la pensée totalitaire n’avait pas de prise » écrira Katalin Kánitz/Kathleen Kelley dans son livre autobiographique.

### Frontière austro-hongroise et passage à l’ouest
Abandonnant soudainement derrière eux l’imprimerie du père et la maison familiale avec toutes leurs affaires personnelles, les souvenirs et les jouets, les Kánitz se préparent à franchir clandestinement la frontière entre la Hongrie et l’Autriche. Un souvenir lourd et traumatisant pour la petite Katalin qui, des décennies plus tard, le racontera dans ses moindres détails : « Pour la première fois, je me suis sentie seule et sans secours. Je dus laisser mon petit lapin ». 
« Le passage de la frontière elle-même ne parut qu’une simple enjambée de caniveau (…) Les grilles électriques du rideau de fer n’avaient pas encore été installées et il suffisait d’un petit saut pour passer de l’autre côté ». Les fugitifs séjournent d’abord pendant un certain temps à Vienne où Istvan Kánitz possède de la famille du côté maternel puis, encore clandestinement, passent  en zone occupée américaine : « C’était la nuit ; nous marchions dans les bois de la campagne viennoise et de la route en contrebas, les Russes braquaient de puissants réflecteurs sur la colline afin de repérer les gens en fuite ».  Après une halte de quelques jours à Innsbrück, les Kánitz s’installent à Salzbourg où ils vont entreprendre des démarches administratives afin d’obtenir des visas canadiens. Ils transitent à Zurich   en Suisse, avant de poursuivre leur route vers l'ouest. 
« Notre prochaine étape était la France où mon père avait des cousins. Nous sommes arrivés à Paris le 14 juillet 1949 » se remémore Katalin, qui était alors âgée de sept ans.

### De Paris à Toronto
Enfin libres, les Kánitz traversent l’Atlantique depuis le port du Havre pour arriver au Canada dans la ville de Québec  d’abord, puis à Toronto, où ils vont finalement s’installer. Lors de ses premiers jours à l’école dans cette grande ville étrangère, Katalin/Kathleen va devoir rapidement apprendre l’anglais. C'est une langue dont elle ignore tout, et qu’elle va découvrir avec la lecture attrayante de Mark Twain  avant de pouvoir s’affirmer des années plus tard comme une vraie petite Canadienne. 
Après la disparition d'Istvan, mort d’un cancer de la colonne vertébrale en juin 1953, celle qui désormais s’appelle Kathleen Kelley va accomplir partiellement le vœu prémonitoire de son père le jour de sa naissance : sinon être le  Docteur Kanitz Katalin ! , du moins s'accomplir dans le monde. À partir de seize ans, elle commence à gagner sa vie et met de l’argent de côté pour entreprendre des études de sociologie à Toronto. L’adolescente trouve finalement le bonheur dans cette nouvelle vie : elle fait du théâtre et a beaucoup d’amis. Après l'obtention de son diplôme de sociologie au Canada, elle voyage, parcourant la planète : Londres, Genève, Bombay, Nairobi, Rio de Janeiro, Tokyo, Sao-Paolo, New-York, Stockholm, etc. « Il me fallait partir, à nouveau, passer la frontière, recommencer ». Européenne de cœur, comme la définit son ami, le journaliste français Robert Clarke, elle revient travailler sur le vieux continent, d'abord en Suisse, puis à L'OCDE (Organisation de coopération et de développement économiques), à Paris .

### Entrée en psychanalyse
Car c’est à Paris qu’elle retourne le plus souvent, ville où elle retrouve des membres de la famille de son père, s’y installant provisoirement, notamment pour y apprendre le français : « cette langue allait enfin réunir deux parties séparées en moi – la tête anglaise et le cœur hongrois ». Elle s’intéresse à la psychanalyse, et rencontre celui qui allait devenir son mari, le psychiatre et psychanalyste français, Tony Lainé, avec qui elle travaille sur l'intégration scolaire des enfants autistes et psychotiques.  
La psychanalyse se révèle comme une clef possible pour décrypter les énigmes et les tourments de sa propre histoire. Un travail d’introspection personnel à partir duquel, à son tour devenue psychanalyste praticienne à Paris, elle forge les concepts d'enfant triste et de pays du Jamais-Jamais, décor fantasmagorique imaginé par l'écrivain écossais James Matthew Barrie (1860-1937). De ces deux paradigmes elle développe, tout au long de son expérience clinique, une œuvre de réflexion et d'écriture qui aboutit en 1992 à la publication de son livre  Peter Pan ou l’enfant triste, ouvrage réédité en 2005.

### Vie privée
Elle a été mariée au psychiatre, psychanalyste et pédopsychiatre français Tony Lainé (1930-1992).

## Peter Pan, le conte revisité par la psychanalyse
« J’en avais la conviction : l’histoire de Peter Pan renforçait la théorie freudienne. Peter Pan était un enfant triste et James Matthew Barrie l’avait créé afin de pouvoir pleurer sa propre enfance triste. Mais j’ignorais encore que je m’embarquais dans une aventure qui allait me permettre à moi aussi, de pleurer enfin ». Ainsi commence Kathleen Kelley-Lainé dans l'introduction de son livre Peter Pan ou l'enfant triste. 
Elle invite le lecteur à une exploration psychanalytique simultanée et croisée entre sa propre enfance, celle de la petite hongroise de six ans, marquée par l'arrachement de son pays natal, avec celle de l'inventeur du personnage de Peter Pan. Selon Kelley-Lainé, James M. Barrie, romancier et dramaturge à succès né dans la  Grande-Bretagne victorienne, aurait tiré sa force créatrice de conteur d'une souffrance infantile mal refoulée : celle du petit "Jamie" négligé par une mère indifférente à son amour ; une mère plongée morbidement dans le deuil de son fils aîné, David, tragiquement disparu. Et puis il y a Peter Pan, cet enfant lunaire, héros de conte de fée furieusement gai et sans maman, né de l'imagination de Barrie. Cet enfant qui ne veut pas grandir et court après son ombre, et dont Kelley-Lainé nous dévoile qu'il est en réalité un enfant triste que James Matthew Barrie « avait créé afin de pouvoir pleurer sa propre enfance triste ». 
La psychanalyste choisit alors d'explorer cette tristesse, cette part d'ombre que Peter Pan - et par ce truchement son inventeur - ignore probablement de lui-même. Elle nous entraine dans les méandres secrètement enfouis et délicieux du pays où il vit avec les autres enfants perdus : le Jamais-Jamais, qu'elle décrit comme un « trou rempli d’objets perdus auxquels l’enfant est incapable de renoncer (…) tabernacle sacré (…) peuplé d’une multitude de plaisirs anciens, qui ne peuvent plus être vécus dans le présent d’une manière satisfaisante ». 
Le livre conclut par la nécessité d’une remise en ordre des objets du passé dans le Jamais-Jamais à travers un travail psychanalytique long et difficile ; mais qui ouvre aux enfants tristes l'opportunité de pouvoir grandir, de devenir enfin adultes et de s’émanciper des peurs, des douleurs et des souffrances inexpliquées de l'enfance.

## Livres et publications
- Psychose ou handicap. À propos de l'intégration scolaire.- Auteurs : Tony Lainé, Kathleen Kelley-Lainé, Revue Neuropsychiatrie de l'enfance n°35, (7) juillet 1987, pp 271-276. Repris dans le livre Tony Lainé. Le défi de la folie. Psychiatrie et politique (1966-1992), pp 219-229, Éditions Lignes, septembre 2018.
- Peter Pan ou l'enfant triste.- Auteur : Kathleen Kelley-Lainé, Ed. Calmann-Lévy, 1992, 212 pages, réédition en janvier 2005 avec une nouvelle préface de Kathleen Kelley-Lainé[26].
- Contes cruels de la mondialisation.- Auteurs : Kathleen Kelley-Lainé, Dominique Rousset, Ed, Bayard, 2001, 144 pages[27].
- Tony Lainé. Le défi de la folie. Psychiatrie et politique (1966-1992), Édition établie par Martin Pavelka. Préface de Franck Chaumon ; Kathleen Kelley-Lainé, co-auteur et membre de l'équipe éditoriale. Éditions Lignes, septembre 2018, 576 pages.

## Filmographie en tant qu’elle-même
- J.M. Barrie, la vérité sur Peter Pan, téléfilm. Réalisation de Jean-Claude Robert (2000). Scénario de Jean-Claude Robert et François Rivière.- Diffusion :  25 janvier 2000, 20h35, Arte[28],[29].